# Masculinitate

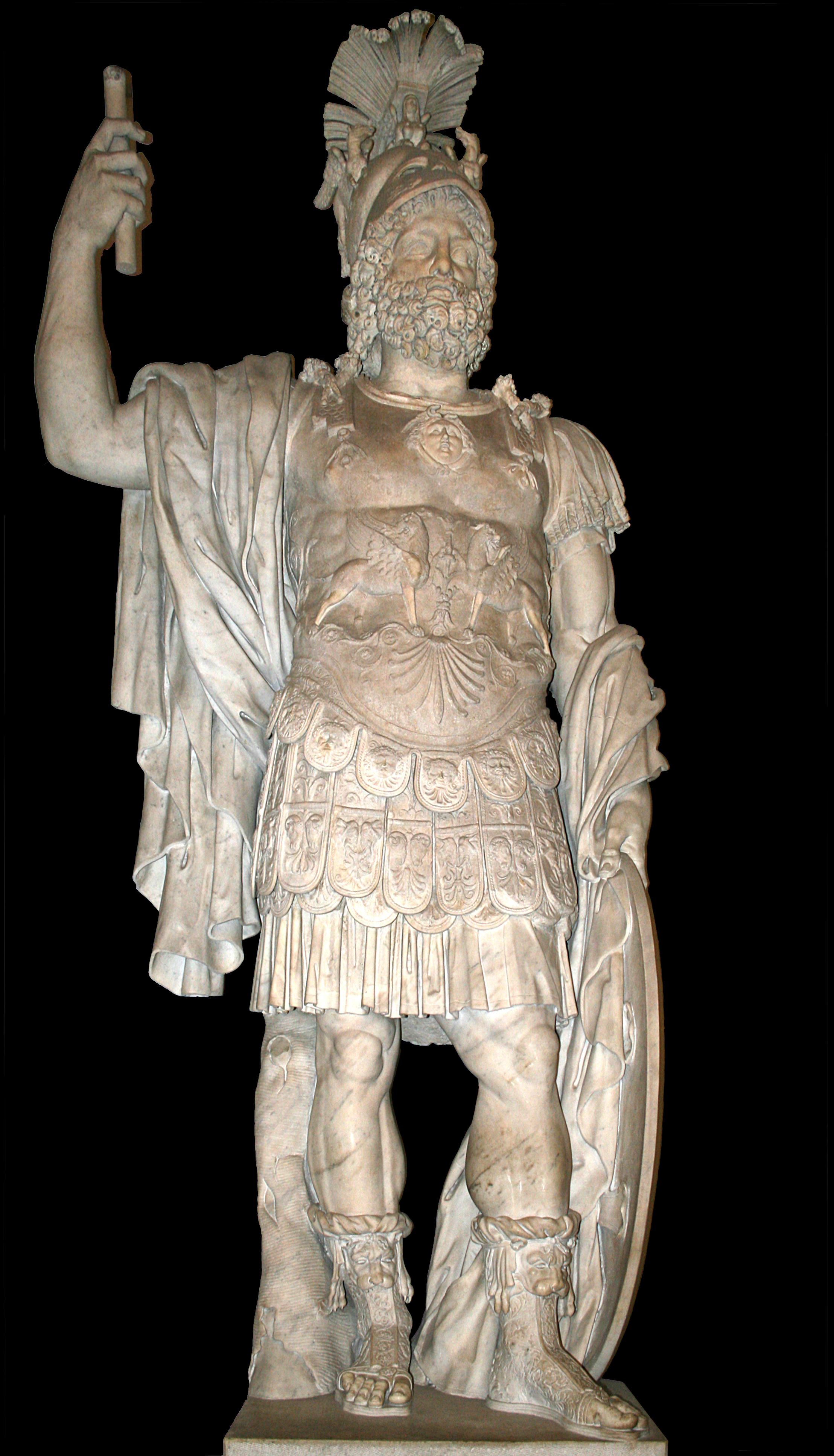
În mitologia romană, Marte a fost zeul războiului și al masculinității.

Masculinitatea (numită și bărbăție) este un set de atribute, comportamente și roluri asociate cu băieții și bărbații. Deși masculinitatea este construită social, majoritatea sociologilor consideră că biologia joacă un anumit rol. În ce măsură masculinitatea este influențată biologic sau social este supus dezbaterii. Se distinge de definiția sexului biologic masculin, deoarece atât bărbații, cât și femeile pot prezenta trăsături masculine.
Standardele de bărbăție sau masculinitate variază de-a lungul diferitelor culturi și perioade istorice. Trăsăturile privite în mod tradițional ca fiind masculine în societatea occidentală includ forța, curajul, independența, abilitatea de conducător și asertivitatea.
Machismo este o formă de masculinitate care accentuează puterea și este adesea asociat cu o nesocotire a consecințelor și a responsabilității. Virilitatea (din latinescul vir, „bărbat”) este similară cu masculinitatea, dar subliniază mai ales puterea, energia și motivația sexuală.

## Legături externe
Bibliographic
- The Men's Bibliography, a comprehensive bibliography of writing on men, masculinities, gender and sexualities, listing over 16,700 works. (mainly from a constructionist perspective)
- Boyhood Studies, features a 2200+ bibliography of young masculinities.

Other
- "Wounded Masculinity: Parsifal and The Fisher King Wound"
- Art of Manliness, an online web magazine/blog dedicated to "reviving the lost art of manliness".
- The Masculinity Conspiracy Arhivat în 21 ianuarie 2021, la Wayback Machine., an online book critiquing constructions of masculinity.
- Men in America, series by National Public Radio